# 6. armadna skupina (ZDA)
Za druge 6. armadne skupine glejte 6. armadna skupina.
6. armadna skupina (izvirno angleško 6th Army Group; tudi Southern Group of Armies) je bila armadna skupina v sestavi Kopenske vojske Združenih držav Amerike med drugo svetovno vojno.

## Zgodovina
Armadna skupina je bila ustanovljena 1. avgusta 1944 na Korziki z namenom operativno povezati vse francoske in ameriške vojaške enote, ki so bile namenjene za operacijo Dragoon, izkrcanje v južni Franciji.
Po uspešnem izvedenem izkrcanju se je armadna skupina borila vse do Vogezov, od tam prodrla v Nemčijo in vojno končala v zahodni Avstriji.

## Organizacija

### Dodeljene enote
- 1. (francoska) armada
- 7. (ameriška) armada

## Poveljstvo
- Lieutenant General Jacob L. Devers: 1. avgust 1944 - 1945